# Alleba
Alleba es un motor de búsqueda de Internet de origen filipino, creado el año 2001 por el diseñador web Andrew dela Serna. 
Alleba nació como un proyecto para catalogar los mejores sitios web de Filipinas en un directorio que proveería de servicios a los sitios Yehey y Tanikalang Ginto. El 2004 fue renombrado a WWW Virtual Library of the Philippines (en español, La biblioteca WWW virtual de las Filipinas). Desde el lanzamiento de Alleba, los sitios web de las Filipinas han ganado más visitantes debido a este buscador.